# 長野県道242号粟野門島停車場線
長野県道242号粟野門島停車場線（ながのけんどう242ごう あわのかどしまていしゃじょうせん）は、長野県下伊那郡阿南町大字富草字粟野の国道151号交点と下伊那郡泰阜村の飯田線門島駅を結ぶ一般県道。

## 概要

### 路線データ
- 起点：下伊那郡阿南町大字富草字粟野（国道151号交点）
- 終点：下伊那郡泰阜村（飯田線門島駅）

## 交差する道路
- 国道151号
- 長野県道113号粟野御供線
- 長野県道83号下条米川飯田線